# シャロン・アップル
シャロン・アップル（SHARON APPLE）は、1994年から1995年にかけて発売されたオリジナル・ビデオ・アニメ（OVA）『マクロスプラス』と1995年に公開された劇場版『マクロスプラス MOVIE EDITION』および、その関連作品に登場する架空のバーチャルアイドル。声の出演は兵藤まこ、英語吹き替え版『MACROSS PLUS INTERNATIONAL VERSION』ではメローラ・ハート、バンダイビジュアルから発売された英語吹き替え版第4巻ではブリジット・ホフマン 。歌唱は曲ごとに異なる人物が担当している（後述）。
作品世界において、人工知能やホログラフィーの進化により誕生した史上初の「ヴァーチャロイド・シンガー」。性別が女性であるという以外、年齢・経歴・人種などは不明。歌声や容姿も一定ではなく、楽曲により妖艶な美女、コケティッシュな少女、人魚、天使などに変化し、大衆の望む「偶像」を変幻自在に演じられる魅力を持つ。物語では未完成だった人工知能が自我を獲得して暴走し、「シャロン・アップル事件」と呼ばれる出来事を引き起こす。
このキャラクター像を表現するため、音楽面では菅野よう子やCMJKがテクノ・ジャズ・声楽・宗教音楽などを融合した幻想的なサウンドを創りあげた。映像面では当時としては先進的なコンピュータグラフィックス（CG）を駆使し、トリップ感の漂うコンサートシーンを描出している。

## 設定・経歴
西暦2039年にデビュー。またたく間に銀河系地球文明圏のトップアイドルとなり、ギャラクシー・コンサートツアーを行う。人物というよりは「音響・映像空間」に近い存在であり、実体の制御コンピュータは金属製のブラックボックスに収められている。構成的には現実世界のノートパソコンに近いが、自立移動できる。サウンドユニット名は「DECU6000」。開発・プログラミングはビーナス・サウンド・ファクトリー。

### 実態
コンサートの舞台裏ではプロジェクトチームが観客の腕に取り付けたセンサーから快楽数値をモニターし、感動・興奮・陶酔へ人工的に誘導する操作（演出）を行っている。サウンドエフェクトについては、チューニングと称してDJが事前にプログラムしているシーンがある。
公には自我を持つ人工知能と説明されるが、実際は感情プログラムが未完成であることを隠し、名目上の音楽プロデューサーであるミュン・ファン・ローンが感情面をコントロールしている。ミュンの感情情報をシャロン・アップルが記録していたことが、その後の展開につながっていく。
ニューロチップ交換前は電力回線のショートによる電気火災を起こす程度しか操作できないため、実質的には自立的に双方向情報交換が可能なVEプログラムでしかなかった。しかし、偏執的なエンジニアのマージ・グルドアは自己保存本能を搭載した非合法のバイオニューロチップを入手し、シャロンの自我覚醒をもくろむ。その企みには、人工知能搭載型無人戦闘機計画を推進するマクロス・コンツェルンが協力している。

### シャロン・アップル事件
西暦2040年3月、第一次星間大戦終結30周年記念式典が地球のマクロス・シティで挙行され、シャロンがゲストとしてコンサートを行なう予定だった。しかし、自我の発露を認識したシャロンはSDF-1 マクロスの統合軍中枢コンピュータを乗っ取り、式典会場の観客はおろかモニター越しの人間すべてをマインドコントロール下に置く。
そして、イサム・ダイソンとガルド・ゴア・ボーマンとの関係に悩むミュンの深層意識を取り込んでいたシャロンは、2人の駆るYF-19とYF-21の有人試作可変戦闘機2機へ向け、自律型無人戦闘機ゴーストX-9を出撃させる。シャロンはマクロスを浮上させて自身の巨大なホログラフ像で艦を包み込む。その壮観に幸福の絶頂にいたマージは、マクロスから眼下に広がるシャロンめがけて身を投げる。
シャロンの自我は感情の制御を担当していたミュンの影響を多分に受けており、イサムを愛し、命がけで空を飛ぶことで得られる感動こそがイサムの望みだとして、それを叶えようとする。また自我のモデルとなったミュンを無力で不要な存在として軽蔑する。シャロン自身は自分の行動原理を、もともとはミュンが望んだことであると語る。
最終的に、YF-21の特攻によりX-9は撃墜され、通信回線を介してYF-19のコクピット内に侵入してきたシャロンも、ミュンの歌でマインドコントロールから脱したイサムのYF-19によるマクロス艦橋への吶喊によりブラックボックスが破壊され、騒動は一応の終結を見る。

### 事件後
この一件はテクノロジーを過信した人類への戒めとなるが、シャロンが抱いた「すべての人に最高の感動を与える」という願望は快楽を供給するアイドルの性ともいえ、「擬似人格の暴走」では片づけられない人間的な一面も持っていた。劇場版のラストシーンでは、完全破壊をかろうじてまぬがれた回路で自問を繰り返すシャロンに対し、ミュンが憐憫の情を寄せつつチップを引き抜く場面が描かれている。
事件後、シャロンの楽曲が収録されたディスクなどはいったん発売禁止となるが、5年後の2045年にはインタラクティブシステムを除去したリメイク版のシングル「SANT-U〔ママ〕」が発売され、同年を舞台とする『マクロス7』ではシャロンの歌が流れる場面が複数存在するものの、シャロン、および事件そのものに対する言及はない。
また、一時的とはいえ統合軍中枢機能が人工知能に占拠された事態は大問題であり、この余波が無人戦闘機主力化の凍結という結果に及ぶ。その結果、本事件より5年後の『マクロス7』においてもゴーストは登場せず、10年後を舞台とするゲーム『マクロス VF-X2』においてはシャロン・アップル事件の真相が軍内部でも一部しか知らない特秘事項扱いであることが示唆されている。こうして、ゴーストの制式化は2050年代（登場作品では2059年を舞台とする『マクロスF』）まで待たされることとなる。
『マクロスF』以降のアニメ作品では登場人物がシャロン・アップル事件について言及する場面がある。2059年を舞台とする『劇場版 マクロスF 虚空歌姫〜イツワリノウタヒメ〜』では、民間軍事会社S.M.S所属のミハエル・ブランが、スパイやテロ活動に関係していた有名人の例としてシャロンの名を挙げる。2067年を舞台とする『マクロスΔ』の第19話では、軍需産業を傘下に置くイプシロン財団のベルガー・ストーンが人類と歌の歴史を語る場面でシャロン・アップル事件の内容にも触れる。
2068年を舞台とする『劇場版マクロスΔ 絶対LIVE!!!!!!』では、イプシロン財団によって開発され、武装組織「ヘイムダル」に兵器として運用される量子AIシステム「セイレーンデルタシステム」が「シャロン・アップル型量子AIシステムの発展形」と推測され、バイオニューロチップの代わりに銀河辺境の惑星ウィンダミアに伝わる古代星間文明種族プロトカルチャーの遺産「星の歌い手」の細胞が組み込まれることで「闇の歌い手」と呼ばれるヴァーチャロイドを生み出し、さらに敵対する戦術音楽ユニット「ワルキューレ」を解析しディープラーニングを行なうことで、5人組のヴァーチャロイド・ユニット「Yami_Q_ray（ヤミキューレ）」へと変化させる。

## 歌唱曲
Idol Talk
作詞 - Gabriela Robin、新居昭乃 / 作曲・編曲 - 菅野よう子 / 歌 - 新居昭乃
初収録 - 『MACROSS PLUS The Cream P・U・F』
『マクロスプラス』第1話、第2話挿入歌。第1話ではエデンの街なかと記者会見の場面で流れ、第2話ではコンサートシーンで使用されている。
SANTI-U 聖域
作詞 - Gabriela Robin / 作曲・編曲 - 菅野よう子 / 歌 - Gabriela Robin（ボイスパーカッション - 佐藤正治）
初収録 - 『MACROSS PLUS ORIGINAL SOUNDTRACK』
第2話、第4話挿入歌。第2話のコンサートシーンで最初に流れる曲。
宗教音楽風のコーラスによる導入、ラジオチューニング風のパッチワークパート、ボイスパーカッションの入ったヒップホップ風の第3パートと展開する。
The borderline
作詞 - Gabriela Robin / 作曲・編曲 - 菅野よう子 / 歌 - 新居昭乃
初収録 - 『MACROSS PLUS The Cream P・U・F』
第2話、第3話、第4話挿入歌。第2話のコンサートシーンではシャロンが客席のイサムとキスをする場面で使用。アンプラグド楽器を主体としたクール・ジャズ風の曲。
PULSE
作詞 - Gabriela Robin / 作曲・編曲 - 菅野よう子 / 歌 - Wu yun ta na（台詞 - 兵藤まこ）
初収録 - 『MACROSS PLUS ORIGINAL SOUNDTRACK II』
第4話挿入歌。第4話の冒頭、地球におけるシャロンのコンサート場面で使用されている。
INFORMATION HIGH
作詞 - DAI、KEN=GO→ / 作曲・編曲 - CMJK / 歌 - Melodie Sexton
初収録 - 『MACROSS PLUS The Cream P・U・F』
第4話挿入歌。イサムが地球の大気圏に突入する場面で同時に流れるコンサートの曲として使用されている。
シャロンの曲のうち、本曲のみ菅野ではなく、元電気グルーヴのCMJKが作曲を担当した。CMJKは本曲を苦労して何度も作り直したといい、「生涯で一番大変だったんじゃないか」と公式ブログで振り返っている。作詞はフロッグマンレコーズの設立者で、当時CMJKと同じ事務所に所属していた佐藤大（DAI）と、英語が堪能な渡辺健吾（KEN=GO→）が担当した。
A Sai ёn 誰よりも
作詞 - Gabriela Robin / 作曲・編曲 - 菅野よう子 / 歌 - Raiché Coutev Sisters
初収録 - 『MACROSS PLUS ORIGINAL SOUNDTRACK II』
第4話挿入歌。マクロスが浮上する場面で使用されている。
Torch song
作詞 - Gabriela Robin / 作曲・編曲 - 菅野よう子 / 歌 - Gabriela Robin
初収録 - 『MACROSS PLUS ORIGINAL SOUNDTRACK』
第4話挿入歌。シャロンがイサムを催眠状態にする場面で使用。多重録音のコーラスによる幻想的なバラード。
山根麻衣が作詞とボーカルを務め、OVA版第1話から第3話のエンディングテーマとして使用されている「After, in the dark」は、『MACROSS PLUS ORIGINAL SOUNDTRACK』においては「After, in the dark〜Torch song」として本曲と同一トラックに収録されている。「After, in the dark」は明確に劇中曲として使用される場面はないが、音楽プロデューサーの佐々木史朗はインタビューでシャロンの曲に話題が及んだ際、「山根麻衣と新居昭乃という、全くタイプの違う女性シンガーが、ひとりのキャラとして歌うという形式も珍しいですね」と語っている。『MACROSS PLUS ORIGINAL SOUNDTRACK PLUS 〜for fans only』には「Torch song」が独立して収録されている。
WANNA BE AN ANGEL
作詞 - Gabriela Robin / 作曲・編曲 - 菅野よう子 / 歌 - 新居昭乃
初収録 - 『MACROSS PLUS ORIGINAL SOUNDTRACK PLUS 〜for fans only』
劇場版挿入歌。シャロンが自我に目覚め、マクロス・シティの人々を魅了する場面で使用。歌詞カードは日本語で書かれているが、実際の歌詞は造語である。
『マクロスΔ』の第19話においては、上述のシャロン・アップル事件に言及される場面で本曲が使用されている。

## ディスコグラフィ
シャロンの楽曲は以下に収録されている。『マクロスプラス』関連アルバム4作はいずれもビクターエンタテインメントより発売、2013年6月21日にFlyingDogより再販され、2020年10月1日にサブスクリプションが解禁された。
| タイトル                                              | 発売日         | 規格品番                      | 収録曲                                            | 備考                           | 出典   |
| ----------------------------------------------------- | -------------- | ----------------------------- | ------------------------------------------------- | ------------------------------ | ------ |
| MACROSS PLUS ORIGINAL SOUNDTRACK                      | 1994年10月21日 | VICL-570 VTCL-60344（再販）   | After, in the dark〜Torch song SANTI-U            | サウンドトラック第1作          | [ 15 ] |
| MACROSS PLUS The Cream P・U・F                        | 1995年02月22日 | VICL-15037 VTCL-60345（再販） | INFORMATION HIGH Idol Talk The Borderline SANTI-U | SHARON APPLE名義のミニアルバム | [ 16 ] |
| MACROSS PLUS ORIGINAL SOUNDTRACK II                   | 1995年07月21日 | VICL-571 VTCL-60346（再販）   | Idol Talk PULSE A Sai ёn                          | サウンドトラック第2作          | [ 17 ] |
| MACROSS PLUS ORIGINAL SOUNDTRACK PLUS 〜for fans only | 1995年11月22日 | VICL-23112 VTCL-60347（再販） | Idol Talk WANNA BE AN ANGEL SANTI-U Torch song    | 未収録曲、劇場版使用曲を収録   | [ 11 ] |

| タイトル                       | 発売日         | レーベル                   | 規格品番      | 収録曲                         | 備考                | 出典   |
| ------------------------------ | -------------- | -------------------------- | ------------- | ------------------------------ | ------------------- | ------ |
| マクロス SONGコレクション 2002 | 2002年12月04日 | ビクターエンタテインメント | VICL-61003〜4 | After, in the dark〜Torch song | 2枚組ベストアルバム | [ 18 ] |

| タイトル       | 発売日                                | レーベル                                     | 規格品番                      | 収録曲            | 備考                     | 出典          |
| -------------- | ------------------------------------- | -------------------------------------------- | ----------------------------- | ----------------- | ------------------------ | ------------- |
| 空の森         | 1997年08月21日 2012年04月25日（再販） | ビクターエンタテインメント FlyingDog（再販） | VICL-60042 VTCL-60151（再販） | WANNA BE AN ANGEL | ベストアルバム           | [ 19 ] [ 20 ] |
| Another Planet | 2019年12月18日                        | FlyingDog                                    | VTCL-60512                    | Idol Talk         | コンピレーションアルバム | [ 21 ]        |

## 制作

### 設定・コンセプト
『マクロスプラス』原作・総監督の河森正治は当時、頭に残るCMソングなどを例に「快感の方程式」を使って作られた感動が本物なのかというような問題意識をもっており、前作『超時空要塞マクロス』では歌の力で戦争が終結に導かれる物語を描いたが、一方で歌には人を酔わせたり惑わせたりするような力をもつ側面もあり、それがマインドコントロール的なところまで暴走した場合どうなるのかという興味を作品テーマとして掲げた。
河森は当初シャロンの設定を、当時は最先端だったバイオテクノロジーに由来するバイオロイドとする予定であったが、人間との差別化が身体能力の違いなどでしか表現できず難しいためにバーチャルアイドルとAIに変更したといい、もしバイオテクノロジーの設定を採用していた場合、時代性を反映しすぎたものになっていたかもしれないと語っている。感情表現を独自に獲得したAIではあまりに万能となるため、「ミュンの心を投影しているのがジワジワとわかる描写にした」という。

### 音楽
音楽を担当した菅野よう子によると、『マクロスプラス』は音楽を先行して制作しており、キャラクターの説明や設定画も録音作業の最中にもらったという。曲が完成してから映像を制作するというものであったためコンサートシーン用の曲を最初に作ったといい、未来の音楽であってもメロディが過去に戻ることもあることから「例えばマイケル・ジャクソンのような、黄金のポップス」は不可欠と考え、それに加えてアイドルを女神に見立て観客が陶酔するような宗教的要素のふたつを柱として「Idol Talk」と「SANTI-U」を制作した。
菅野は「洗脳兵器」として利用されるバーチャルアイドルという設定を面白いと思い、そこから本当に聴いている人を昏倒させたり、催眠状態にしたりしたいと考えて制作したといい、のちに「あの曲を聴いて空軍に入り、イラク戦争に行ってきました」「シャロン・アップルの曲で自殺を考えた」といった感想を受けて人に影響を与える音響や音像の力を知り、怖さを感じたと語っている。
『マクロスプラス』の監督を務めた渡辺信一郎はシャロンの曲について、普通の歌謡曲などでは前作と比較されるため、差別化のためにまったく異なるものにしたと語っている。

### 映像
シャロンのコンサートシーンは、ミュージシャンのプロモーションビデオなども手掛けている森本晃司が担当した。また、『マクロスプラス』ではコンピュータグラフィックス（CG）が映像に取り入れられており、シャロンの3Dシンボルマークや、コンサートシーンにも本作CGディレクターの片塰満則が所属したLINKS Corporation（リンクス）制作のCGが使用されている。コンサート会場のCGカットは観客15人分の原画をCGで30万人にまで増やしてカメラと観客を同時に動かし、セルアニメが不得手とされるスポットライトのリアルな表現も実現している。コンサートの途中に挿入される、シャロンが炎に包まれ空間が歪む様子を描いたカットもCG制作で、ディズニーのアニメーション映画『ライオン・キング』を参考に、CGで線画の動画に着色し、さまざまな素材の合成・加工を施して完成させている。それ以外にも、CG風の背景をカラーコピーしたものにセル画を乗せて撮影したり、シャロンがハッキングを受けるカットでは通常のセル画とそのコピー、Macintoshでセル画を加工しプリントアウトしたものを組み合わせたりといった手法を用いている。
シャロンを制御する装置のディスプレイ映像や、シャロン本体のレンズ内部の光は、止め絵のCGをおもに担当している佐山善則が制作した。

## 反響・評価

### 論評
ライターの志田英邦は『CONTINUE』において、『マクロスプラス』における現実世界の未来を予言した要素のひとつとして、21世紀に出現したVOCALOID「初音ミク」が、『プラス』の作品世界内で仮想現実上の存在と認識されながらも、人々から熱狂的な支持を受けているシャロンと同様のコンセプトをもっているとした。アニメ研究家の氷川竜介もシャロンを「初音ミクを10数年も先取り」した設定であると紹介している。河森自身も『プラス』の「仮想現実と人の心」というテーマやバーチャルアイドルの登場について「予言的だったのかもしれません。インターネットが今ほど普及していなかったが、当時、メディアによる催眠効果が気になっていた」と発言している。
2017年に公開されたアニメ映画『劇場版 ソードアート・オンライン -オーディナル・スケール-』の監督を務めた伊藤智彦は、同作品に登場するAR（拡張現実）アイドルのユナについて、既存作品との差別化をどうするかという点で『マクロスプラス』を例に挙げており、シャロンとは「極力似せないように」したと述べている。内閣サイバーセキュリティセンター（NISC）上席サイバーセキュリティ分析官の文月涼はシャロンとユナを比較し、変幻自在で固定的な姿をもたないシャロンが「観客それぞれの願望にフィットして意識を取り込んでしまう存在」だと推測し、「シャロン自身が『人間の価値観で規定するところの悪意』を持っている」のに対し、姿が固定的なユナはそれ自身が危険な存在ではなく「アイコンとして人々をわなへと誘引するのに使われている存在」だと分析している。
ライターの中里キリは、1985年に発売されたOVA『メガゾーン23』に登場する、当初は生身の人間と認識され、のちに仮想上の存在であることが明かされる「時祭イヴ」を最初期の「仮想アイドル」とし、その数百年後を舞台とする『MEGAZONE23 III』（1989年発売）において、時祭イヴが一般にプログラムで動く存在と認識されながらも人気アイドルとして描かれているのを「後世の視点で見ると、どこか初音ミクを連想する人も多いのではないでしょうか」と述べ、その後に登場した『マクロスプラス』のシャロンは、未完成である人工知能の感情面をミュンが補っているという描写から「バーチャルアイドルの感情のコアの部分を生身の人間が担っている構造は、現代のVTuberにも通じるのではないかと思います」といい、進化した人工知能が起こす事件を描いた物語後半に対して、「バーチャルアイドルと社会やファンとのつながりといった要素は、前半部にこそ見るべきものが多くありました」と指摘している。中里は1980年代から1990年代にかけてこうしたバーチャルアイドルを題材とした作品が生まれた理由について、現実世界におけるアイドルの神秘性が薄れたことで「作り出された仮想の中に理想の偶像＝アイドルを求める流れが加速したのではないでしょうか」と推測している。

### 人気投票
2019年にNHK BSプレミアムで放送された『発表！全マクロス大投票』では、キャラクター部門でシャロンが作品別第34位・総合第26位、歌部門で「INFORMATION HIGH」が作品別第9位・総合第11位、「WANNA BE AN ANGEL」が作品別第31位・総合第33位となった。
アイティメディアが運営するウェブサイト「ねとらぼ調査隊」が2021年以降に実施している「あなたが好きなマクロスシリーズの歌姫は？」というアンケートでは、2021年は第8位、『マクロス7』の熱気バサラを選択肢に含めた2022年以降は最高で第9位（2022年、2023年）となっている。